# Grypocentrus osflavus
Grypocentrus osflavus là một loài tò vò trong họ Ichneumonidae.